# Gare de Thionville
La gare de Thionville est une gare ferroviaire française située sur le territoire de la commune de Thionville, dans le département de la Moselle, en région Grand Est.
Elle est mise en service en 1854, par la Compagnie des chemins de fer de l'Est.
C'est une gare de la Société nationale des chemins de fer français (SNCF), desservie par des TGV inOui et des trains express régionaux.

## Situation ferroviaire

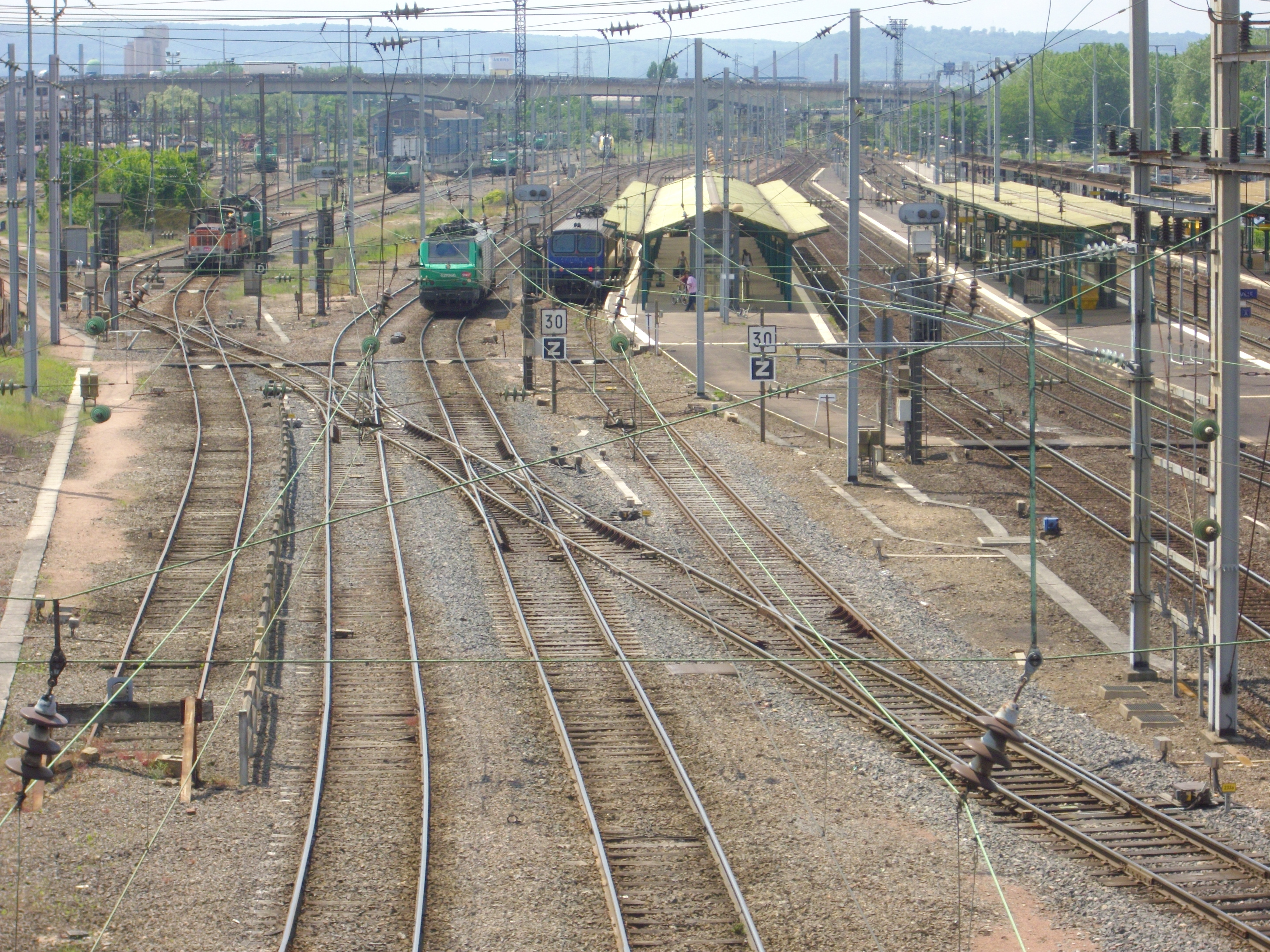
Faisceau de voies, et aperçu des quais.

Établie à 155 mètres d'altitude, la gare de Thionville est située au point kilométrique (PK) 188,004 de la ligne de Metz-Ville à Zoufftgen, entre les gares d'Uckange et d'Hettange-Grande. Nœud ferroviaire, elle constitue l'origine des lignes de Thionville à Anzeling (la gare suivante est Yutz) et de Thionville à Apach (la gare suivante est Basse-Ham). Enfin, elle est l'aboutissement de la ligne de Mohon à Thionville (après la gare ouverte de Hayange).

## Histoire
La station de Thionville est mise en service sur la rive droite de la Moselle, le 16 septembre 1854, par la Compagnie des chemins de fer de l'Est lorsqu'elle ouvre à l'exploitation pour les voyageurs sa ligne de Metz à Thionville. Terminus provisoire de la nouvelle ligne, elle est établie au point de rencontre de la route de Metz et du chemin de grande communication venant des usines métallurgiques.
Le bâtiment voyageurs actuel est construit en 1878, par la Direction générale impériale des chemins de fer d'Alsace-Lorraine (EL).
Le 19 juin 1919, la gare entre dans le réseau de l'Administration des chemins de fer d'Alsace et de Lorraine (AL), à la suite de la victoire française lors de la Première Guerre mondiale. Puis, le 1er janvier 1938, cette administration d'État forme avec les autres grandes compagnies la SNCF, qui devient concessionnaire des installations ferroviaires de Thionville. Cependant, après l'annexion allemande de l'Alsace-Lorraine, c'est la Deutsche Reichsbahn qui gère la gare pendant la Seconde Guerre mondiale, du 1er juillet 1940 jusqu'à la Libération (en 1944 – 1945). La gare a été le théâtre de plusieurs faits de guerre.

Plaques commémoratives
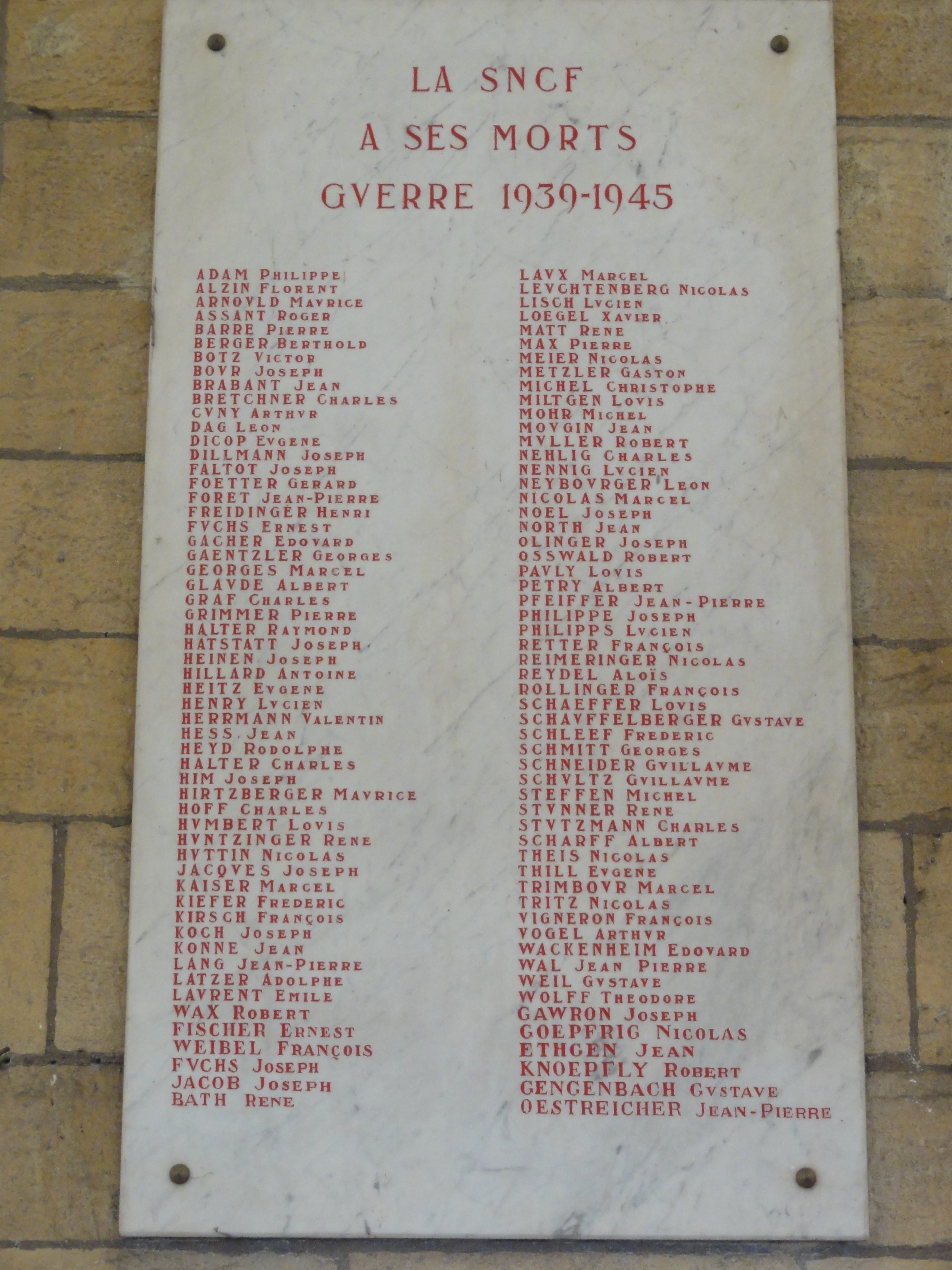
Victimes de la SNCF, 1939 – 1945.
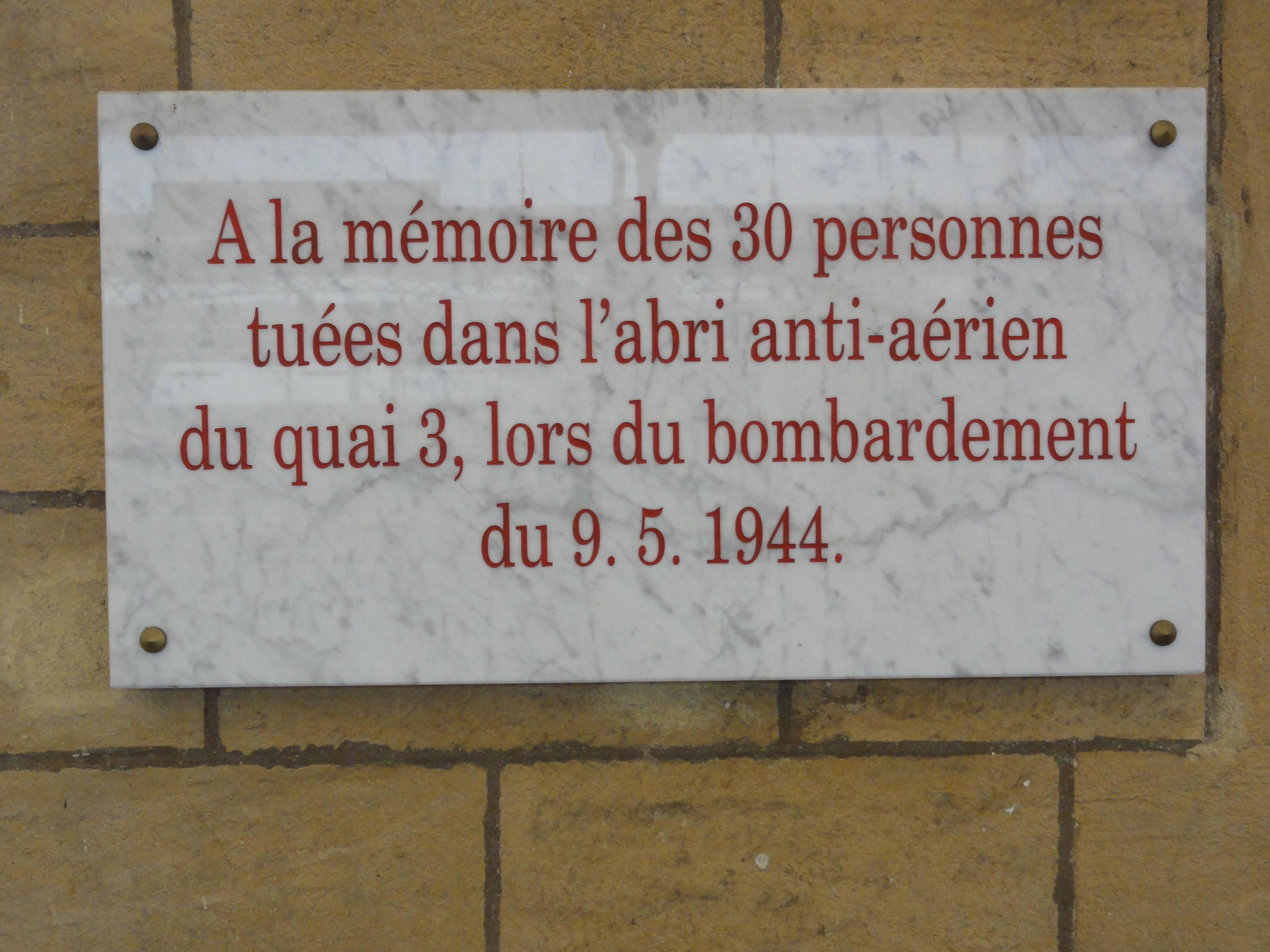
Bombardement du 9 mai 1944.
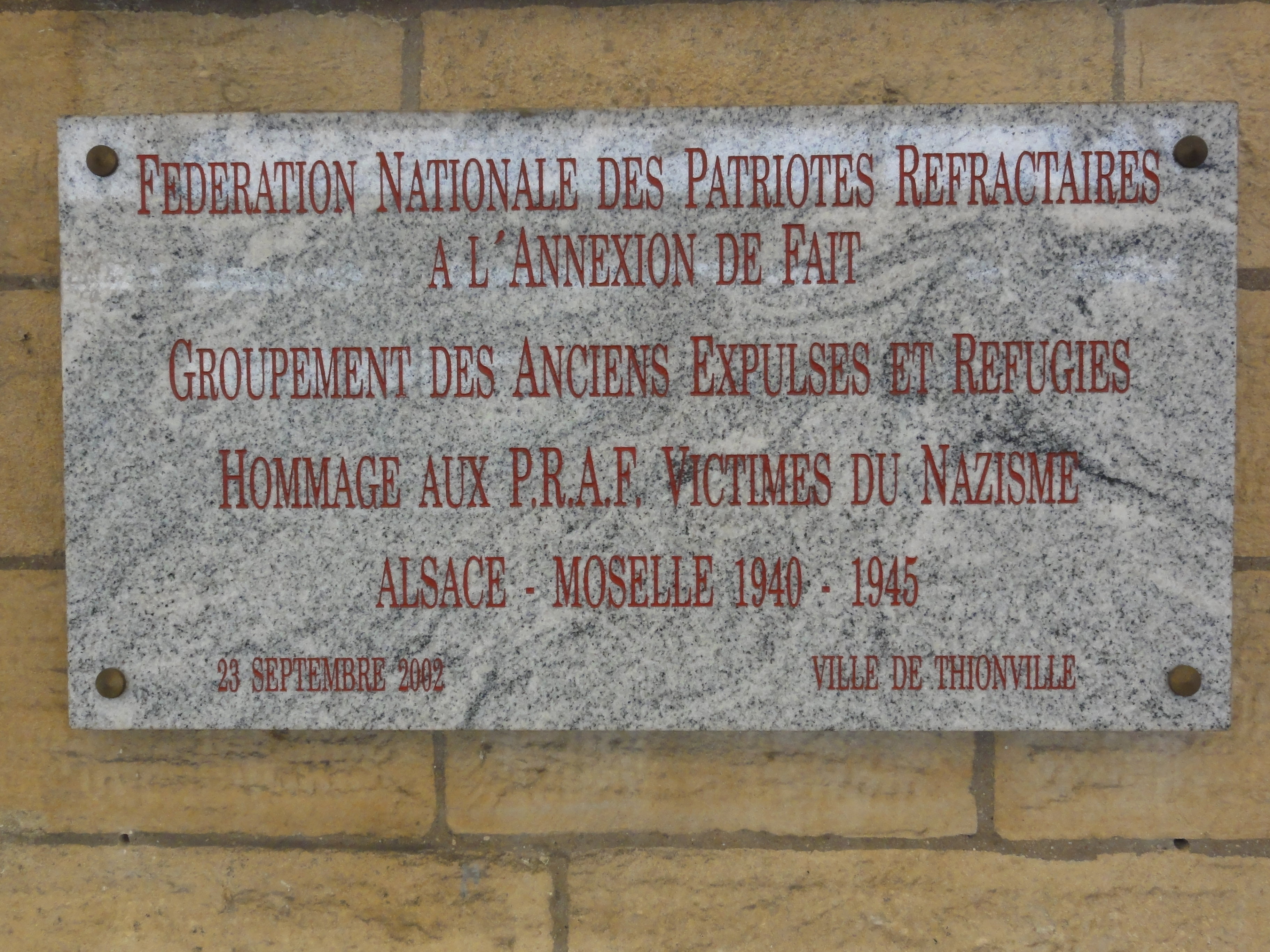
Fédération Nationale des Patriotes Réfractaires, victimes 1940 – 1945.

Le 25 juin 2006, par anticipation de la mise en service de la LGV Est européenne, le premier TGV Paris – Metz – Luxembourg circule, mais seulement sur la ligne classique. Depuis le 10 juin 2007, la gare est reliée à Paris en 1 h 50 min, via la LGV précitée. Avec la réalisation du second tronçon de cette ligne à grande vitesse, des TGV Luxembourg – Thionville – Metz – Strasbourg, avec prolongement vers le sud de la France, ont été créés dès le 3 avril 2016.
En décembre 2009, une relation Thionville – Longwy via Belval, au sud du Luxembourg, est mise en service. Le nombre d'aller-retours sur cette ligne augmente à partir du 6 septembre 2010, avec plusieurs trains prolongés vers Metz. Le 13 décembre 2009, le train Lunéa Metz – Portbou, circulant le week-end, est prolongé jusqu'à Luxembourg. Toutes ces dessertes ont par la suite disparu.
La place de la Gare est réaménagée entre janvier 2011 et février 2012.
Les EuroCity Iris et Vauban, qui reliaient Bâle à Bruxelles via Colmar, Strasbourg, Metz, Thionville et Luxembourg, sont supprimés le 3 avril 2016 (dernier jour de circulation le 2 avril) en prévision de la mise en service du second tronçon de la LGV Est.
En 2020, la SNCF estime la fréquentation de la gare à 1 940 743 voyageurs.

## Fréquentation
De 2015 à 2024, selon les estimations de la SNCF, la fréquentation annuelle de la gare s'élève aux nombres indiqués dans le tableau ci-dessous.
| Année                      | 2015      | 2016      | 2017      | 2018      | 2019      | 2020      | 2021      | 2022      | 2023      | 2024      |
| -------------------------- | --------- | --------- | --------- | --------- | --------- | --------- | --------- | --------- | --------- | --------- |
| Voyageurs                  | 2 743 320 | 2 798 556 | 2 987 868 | 2 786 603 | 2 944 821 | 1 940 743 | 2 394 267 | 3 324 941 | 3 557 047 | 3 769 292 |
| Voyageurs et non voyageurs | 2 828 165 | 2 885 110 | 3 080 277 | 2 872 787 | 3 035 898 | 2 000 766 | 2 468 316 | 3 427 774 | 3 667 059 | 3 885 868 |

## Service des voyageurs

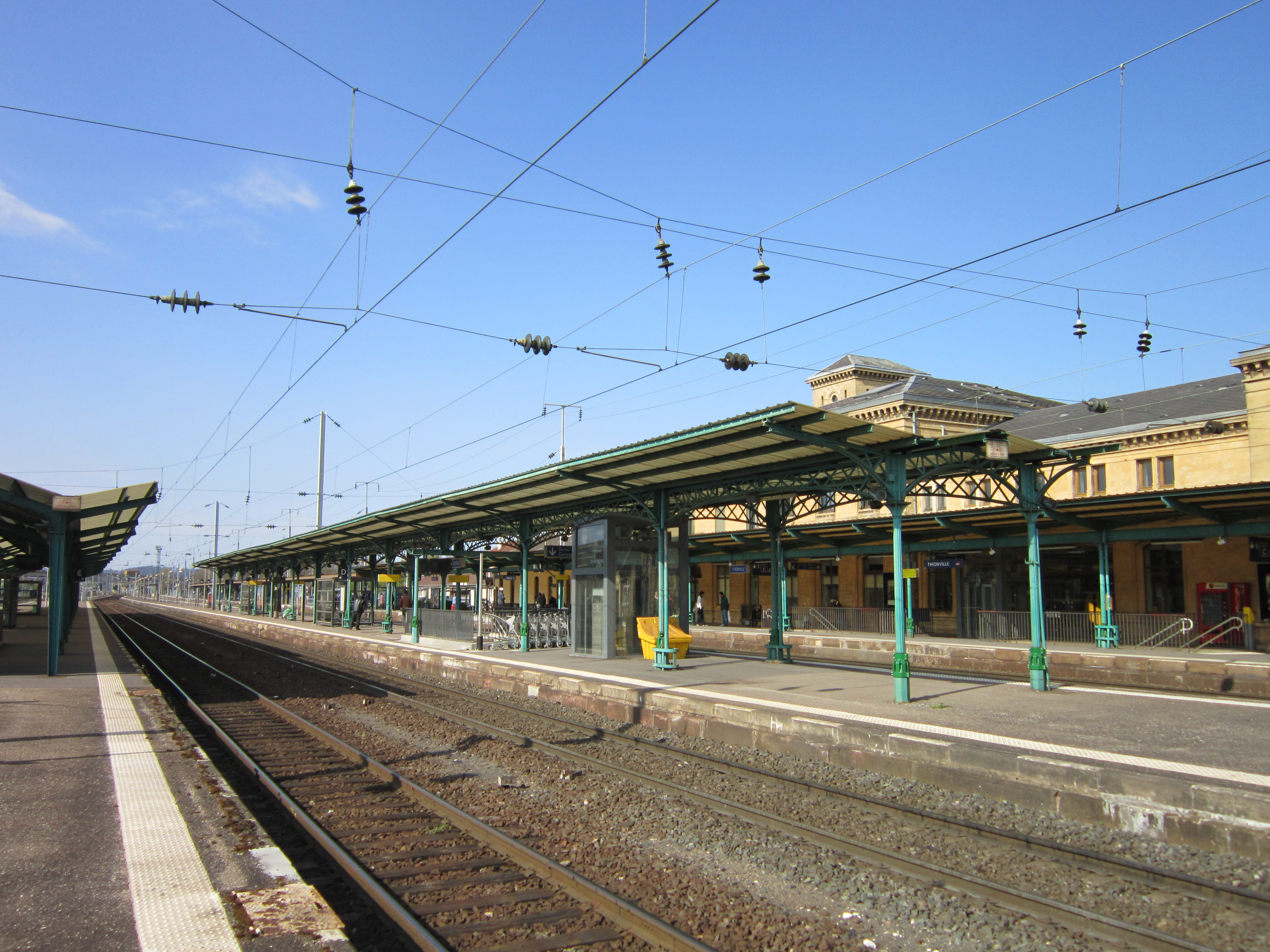
Quais, voies et bâtiment voyageurs.

### Accueil
Gare SNCF, elle dispose d'un bâtiment voyageurs, avec guichets, ouvert tous les jours. Elle est équipée d'automates pour l'achat de titres de transport. C'est une gare « Accès TER » disposant d'aménagements, d'équipements et services pour les personnes à la mobilité réduite.

### Desserte
Thionville est desservie par :
- des TGV inOui :
  - Paris-Est – Metz – Luxembourg,
  - Luxembourg – Metz – Strasbourg – Dijon – Lyon – Marseille / Montpellier ;

- des trains régionaux du réseau TER Grand Est :
  - Nancy – Metz – Thionville – Luxembourg,
  - Thionville – Audun-le-Roman – Longuyon – Sedan – Charleville-Mézières,
  - Thionville – Audun-le-Roman – Longuyon – Longwy,
  - Metz – Thionville – Apach – Trèves (uniquement les week-ends et jours fériés).

### Intermodalité
Un parking est aménagé aux abords de la gare.
Elle est desservie par des autocars TER Grand Est (lignes vers Creutzwald, via Bouzonville, et Perl), et par des bus du réseau urbain Citéline (lignes S01, S06, S09, S10, S24, 30, 47 et 61 ; D25 et D26 les dimanches et fêtes).

## Service des marchandises
La gare est ouverte au trafic en wagon isolé.
Le document de référence du réseau (DRR), pour l'horaire de service 2017, indique que la gare dessert cinq installations terminales embranchées (ITE). Cependant, la version 2019 de ce document ne mentionne plus qu'une seule ITE. Par ailleurs, le même document indique que la cour marchandises de Thionville est « accessible après diagnostic et remise en état éventuelle ».

## Dépôt de Thionville
À proximité de la gare, un important dépôt de locomotives est installé. Le dépôt de Thionville possède, au 1er janvier 2010, 145 locomotives et 40 automotrices ainsi réparties :
- 1 BB 16500 pour le TER Lorraine ;
- 50 BB 27000 destinées au fret ;
- 59 BB 37000 destinées au fret ;
- 22 automotrices Z 11500 (16 TER Lorraine, 4 TER Alsace et 2 TER Champagne-Ardenne) ;
- 18 automotrices Z 27500 pour le TER Lorraine ;
- 35 BB 69400 destinées au fret.